# Christophe Michalak
Pour les articles homonymes, voir Michalak.
Christophe Michalak, né le 22 juillet 1973 à Senlis (Oise), est un chef pâtissier français.

## Biographie
Enfant unique, Christophe Michalak est né le 22 juillet 1973 à Senlis. Il a travaillé pour la maison Fauchon, Pierre Hermé, Ladurée, et pendant 15 ans en tant que chef pâtissier de l'hôtel Plaza Athénée. En 2005, il est l'un des trois français à remporter la Coupe du Monde de Pâtisserie.  
Christophe Michalak lance sa propre entreprise en 2013, une pâtisserie (qui diversifie son offre et devient café Michalak  en mars 2017) associée à un cours de pâtisserie. Deux nouvelles boutiques ouvrent en 2015 et 2016, toujours à Paris. En janvier 2018 ouvre un salon de thé - pâtisserie.  
En octobre 2018, l'entreprise s'étend en ouvrant une boutique à Tokyo. 
En 2014, il devient un des jurés de l’émission « Qui sera le prochain grand Pâtissier » et devient également le chef animateur de « Dans la peau d’un chef », émission quotidienne diffusée sur France 2 et ce trois années de suite. 
Dans sa jeunesse, Christophe Michalak souhaitait être dessinateur ; faute d’entrer aux Beaux-Arts, il passe directement à la vie active,.
À 16 ans, il se constitue une bibliothèque culinaire qu’il ne cesse de compléter. Il cultive sa mémoire gustative, outil essentiel du maître-pâtissier,.
Il travaille dans quelques restaurants pendant sa formation :
- 1991-1993 : Chaîne Hilton à Londres et Bruxelles
- 1993-1995 : Hôtel Negresco à Nice
- 1995-1997 : traiteur Fauchon à Paris
- 1997-1998 : Kobe au Japon
- 1998-1999 : Pierre Hermé - New York
- 1999-2000 : Ladurée à Paris
- 2000-2016 : il rejoint l’Hôtel Plaza-Athénée à Paris comme Chef Pâtissier. Il quitte cet hôtel en 2016 pour se consacrer au développement de sa propre marque[4].
- Septembre 2013 : ouverture de la Michalak Masterclass (école de pâtisserie) et du Michalak Take Away à Paris. La particularité de ce dernier est la fabrication originale quotidienne d'un Fantastik, un gâteau qui a pour seule règle d'être rond et de mesurer 18 centimètres de diamètre[5][source insuffisante]. Du cheesecake à la dacquoise, en passant par le biscuit ou la forêt-noire, chaque jour la recette change en fonction des arrivages.

## Parcours

### Formation

#### de 1989 à 1992
En 1989, Christophe Michalak, alors âgé de 16 ans, commence son apprentissage. Il obtient un CAP pâtisserie au CFA d’Angers en 1991. La même année, sa participation au Concours du meilleur pâtissier départemental lui permet d’obtenir une bourse et de partir pour Londres au Hilton Park Lane. Le jeune pâtissier découvre alors le fonctionnement d’un palace 5 étoiles de 1 000 chambres pour 1 000 employés[réf. souhaitée]. Après un an, il rejoint l’Hôtel Hilton de Bruxelles en 1992 en tant que commis pâtissier. Toute sa vie est alors orientée vers la passion de son métier : il s’entraîne tous les soirs et consacre son seul jour de congé à réaliser des gâteaux à sa façon[réf. nécessaire].

#### De 1993 à 1998
En 1993, Christophe Michalak rejoint le célèbre Hôtel Negresco sur la promenade des anglais sur la côte de Nice. Une expérience de deux ans avec Grégory Collet, chef pâtissier et champion de France du dessert à l’assiette. En prenant la place d’adjoint, il devient responsable du « Chantecler », la table gastronomique du lieu, alors auréolée de deux étoiles au Guide Michelin. Il découvre aussi l’univers des concours artistiques[réf. souhaitée]. En 1995, il arrive chez Fauchon, place de la Madeleine à Paris. Une expérience, où Christophe Michalak, en tant que responsable des décors (pour les pièces de mariage, les gâteaux sur-mesure) tisse des liens avec Pierre Hermé qui était aux commandes de l'entreprise. Deux ans plus tard, il s’envole pour le Japon, à nouveau aux côtés de Grégory Collet. L’objectif est d’ouvrir une pâtisserie haut de gamme française à Kobé. Cette expérience lui permet de décrocher sa première place de chef, il se retrouve à la tête d’une équipe de 35 personnes. En 1998, il rejoint son autre mentor, le temps d’une mission de conseil et de mise en place d’une carte de desserts Pierre Hermé chez David Bouley, restaurant du sud de la ville.

### Ses années au Plaza Athénée (1999-2016)
En 1999, Christophe Michalak arrive chez Ladurée en tant que responsable du décor et des entremets. C’est alors qu’Alain Ducasse lui propose la place de chef pâtissier de l’Hôtel Plaza Athénée. À tout juste 26 ans, en 2000, il réalise ainsi son rêve de devenir chef dans un palace parisien. Puis en 2005, il décroche le titre de Champion du monde de la pâtisserie lors du SIRHA à Lyon. L’année suivante, il crée une société de conseil pour donner des cours dans de nombreux pays et signer des fiches-recettes pour différentes marques (Valrhona, Ravifruit, Imbert…). En 2008, il crée le concept et les recettes de Lette Macaron, une boutique de macarons français à Los Angeles. Cinq établissements ouvrent leur porte dans la foulée. En 2009, il crée un concept de boutique consacrée aux choux, projet qui n’émergera finalement pas. Il confie alors cette idée à la fille de son associé qui crée, dans la foulée, la marque Popelini à Paris.

### Vie privée
Depuis le 31 août 2013, il est marié avec la comédienne Delphine McCarty.

## Prix et Concours
- Demi-finaliste à la Coupe de France de Pâtisserie (1997)
- Champion du Monde de la pâtisserie lors du SIRHA à Lyon (2005)
- Créateur du titre du Meilleur chef pâtissier pour le Magazine Le Chef, avec Hélène Luzin (2009)
- Élu meilleur pâtissier par les Relais Desserts (2013)
- Élu Meilleur pâtissier par le Gault & Millau (2014)
- Élu Meilleure pâtisserie par le Guide Pudlowski (2015)

## Émissions télévisées
- Le gâteau de mes rêves sur TEVA : coauteur et animateur (2009 - 2011)
- Qui sera le prochain grand pâtissier ? sur France 2 : coanimateur, lors de trois saisons (2013 - 2014 -  2015)
- Dans la peau d’un chef sur France 2 : coauteur et coproducteur avec Nagui ainsi que chef-animateur (2013 - 2015)   Documentaires / Reportages
- Les golden boy de la pâtisserie : reportage diffusé dans Zone interdite sur M6 (2007)
- Les toqués du chocolat : reportage diffusé sur France 3 (2010)
- Le revanche des pâtissiers : reportage diffusé sur France 5, Martange Production (2010)
- Galaxie Michalak : documentaire diffusé sur France 2 (2015)
- Participations en tant que chef invité aux émissions télévisées :  Top Chef / Le meilleur pâtissier / Masterchef

## Éditions
- C’est du gâteau, Éditions Plon (2007)
- Les Desserts qui me font craquer, Éditions Plon (2008)
- Le Chocolat qui me fait craquer, Éditions Plon (2009)
- Le Gâteau de mes rêves, Éditions M6 (2010)
- Les Meilleurs Desserts de France, Éditions Gründ (2011)
- Best-of Christophe Michalak, Éditions Alain Ducasse (2011)
- Top 10 des choux, Éditions Alain Ducasse (2012)
- Michalak Masterbook, Éditions Alain Ducasse (2013)
- À la recherche des meilleurs pâtissiers de France, Éditions Gründ (2014)
- Michalak, trop facile, Éditions Alain Ducasse (2015)
- L’Ultime Cake Book, Éditions Alain Ducasse (2016)
- Tout Michalak, Éditions Gründ (2016)
- La Crème des pâtissiers, Éditions Alain Ducasse (2017)
- 20 ans de pâtisserie (2020)